# Liatongus rhinocerulus
Liatongus rhinocerulus är en skalbaggsart som beskrevs av Bates 1889. Liatongus rhinocerulus ingår i släktet Liatongus och familjen bladhorningar. Inga underarter finns listade i Catalogue of Life.